# Al Habtoor Tennis Challenge
El Al Habtoor Tennis Challenge es un torneo de tenis profesionales para mujeres, jugado en pistas duras al aire libre. El evento se clasifica como un torneo de $ 100 000 del Circuito Femenino ITF y se ha llevado a cabo anualmente en Dubái, Emiratos Árabes Unidos, desde 1998. Hasta el año 2015 era un torneo de $ 75 000.

## Palmarés

### Individuales
| Año                     | Campeón                 | Finalista             | Resultado          |
| ----------------------- | ----------------------- | --------------------- | ------------------ |
| 2022                    | Elsa Jacquemot          | Magdalena Fręch       | 7–5, 6–2           |
| 2021                    | Daria Snigur            | Kristína Kučová       | 6–3, 6–0           |
| 2020                    | Sorana Cîrstea          | Kateřina Siniaková    | 4–6, 6–3, 6–3      |
| 2019                    | Ana Bogdan              | Daria Snigur          | 6–1, 6–2           |
| 2018                    | Peng Shuai              | Viktória Kužmová      | 6–3, 6–0           |
| 2017                    | Belinda Bencic          | Ajla Tomljanović      | 6–4, 0–0 ret.      |
| 2016                    | Hsieh Su-wei            | Natalia Vikhlyantseva | 6–2, 6–2           |
| ↑ Torneos de $100,000 ↑ |                         |                       |                    |
| 2015                    | Çağla Büyükakçay        | Klára Koukalová       | 6–7(4–7), 6–4, 6–4 |
| 2014                    | Alexandra Dulgheru      | Kimiko Date-Krumm     | 6–3, 6–4           |
| 2013                    | Jana Čepelová           | Maria Elena Camerin   | 6–1, 6–2           |
| 2012                    | Kimiko Date-Krumm       | Yulia Putintseva      | 6–1, 3–6, 6–4      |
| 2011                    | Noppawan Lertcheewakarn | Kristina Mladenovic   | 7–5, 6–4           |
| 2010                    | Sania Mirza             | Bojana Jovanovski     | 4–6, 6–3, 6–0      |
| 2009                    | Regina Kulikova         | Sandra Záhlavová      | 7–6(8–6), 6–3      |
| 2008                    | Vitalia Diatchenko      | Urszula Radwańska     | 7–5, 2–6, 7–5      |
| 2007                    | Maria Kirilenko         | Evgeniya Rodina       | 7–5, 6–2           |
| 2006                    | Kateryna Bondarenko     | Ekaterina Dzehalevich | 6–1, 6–3           |
| ↑ Torneos de $75,000 ↑  |                         |                       |                    |
| 2005                    | Marion Bartoli          | Kaia Kanepi           | 6–2, 6–0           |
| 2004                    | No Celebrado            | No Celebrado          | No Celebrado       |
| 2003                    | Jelena Janković         | Henrieta Nagyová      | 6–2, 7–5           |
| 2002                    | Angelique Widjaja       | Shinobu Asagoe        | 7–5, 6–2           |
| 2001                    | Eleni Daniilidou        | Anikó Kapros          | 6–4, 6–4           |
| ↑ Torneos de $75,000 ↑  |                         |                       |                    |
| 2000                    | Adriana Gerši           | Tathiana Garbin       | 6–4, 6–3           |
| 1999                    | Katarina Srebotnik      | Anne Kremer           | 6–1, 6–1           |
| ↑ Torneos de $75,000 ↑  |                         |                       |                    |
| 1998                    | Kira Nagy               | Irina Selyutina       | 6–4, 6–1           |
| ↑ Torneos de $25,000    |                         |                       |                    |

### Dobles
| Año                     | Campeonas                              | Finalistas                                | Resultado             |
| ----------------------- | -------------------------------------- | ----------------------------------------- | --------------------- |
| 2022                    | Tímea Babos Kristina Mladenovic        | Magdalena Fręch Kateryna Volodko          | 6–1, 6–3              |
| 2021                    | Anna Danilina Viktória Kužmová         | Angelina Gabueva Anastasia Zakharova      | 4–6, 6–3, [10–2]      |
| 2020                    | Ekaterine Gorgodze Ankita Raina        | Aliona Bolsova Kaja Juvan                 | 6–4, 3–6, [10–6]      |
| 2019                    | Lucie Hradecká Andreja Klepač          | Georgina García Pérez Sara Sorribes Tormo | 7–5, 3–6, [10–8]      |
| 2018                    | Alena Fomina Valentina Ivakhnenko      | Réka Luca Jani Cornelia Lister            | 7–5, 6–2              |
| 2017                    | Mihaela Buzărnescu Alena Fomina        | Lesley Kerkhove Lidziya Marozava          | 6–4, 6–3              |
| 2016                    | Mandy Minella Nina Stojanović          | Hsieh Su-wei Valeria Savinykh             | 6–3, 3–6, [10–4]      |
| ↑ Torneos de $100,000 ↑ |                                        |                                           |                       |
| 2015                    | Çağla Büyükakçay Maria Sakkari         | Elise Mertens İpek Soylu                  | 7–6(8–6), 6–4         |
| 2014                    | Vitalia Diatchenko Alexandra Panova    | Lyudmyla Kichenok Olga Savchuk            | 3–6, 6–2, [10–4]      |
| 2013                    | Vitalia Diatchenko Olga Savchuk        | Lyudmyla Kichenok Nadiia Kichenok         | 7–5, 6–1              |
| 2012                    | Maria Elena Camerin Vera Dushevina     | Eva Hrdinová Karolína Plíšková            | 7–5, 6–3              |
| 2011                    | Nina Bratchikova Darija Jurak          | Akgul Amanmuradova Alexandra Dulgheru     | 6–4, 3–6, [10–6]      |
| 2010                    | Julia Görges Petra Martić              | Sania Mirza Vladimíra Uhlířová            | 6–4, 7–6(9–7)         |
| 2009                    | Julia Görges Oksana Kalashnikova       | Vladimíra Uhlířová Renata Voráčová        | 4–6, 6–2, [10–8]      |
| 2008                    | Irena Pavlovic Maša Zec Peškirič       | Elena Chalova Valeria Savinykh            | 7–6(8–6), 3–6, [10–3] |
| 2007                    | Marina Erakovic Monica Niculescu       | Yuliana Fedak Anna Lapushchenkova         | 7–6(7–1), 6–4         |
| 2006                    | Mervana Jugić-Salkić Jelena Kostanić   | Kateryna Bondarenko Valeria Bondarenko    | 6–3, 6–0              |
| ↑ Torneos de $75,000 ↑  |                                        |                                           |                       |
| 2005                    | Gabriela Navrátilová Hana Šromová      | Ekaterina Makarova Olga Panova            | 7–5, 6–4              |
| 2004                    | No Celebrado                           | No Celebrado                              | No Celebrado          |
| 2003                    | Zsófia Gubacsi Kira Nagy               | Flavia Pennetta Adriana Serra Zanetti     | 2–6, 6–2, 6–2         |
| 2002                    | Kirstin Freye Seda Noorlander          | Bahia Mouhtassine Angelique Widjaja       | 6–2, 6–4              |
| 2001                    | Laurence Courtois Seda Noorlander      | Caroline Dhenin Katalin Marosi-Aracama    | 6–3, 6–0              |
| ↑ Torneos de $75,000 ↑  |                                        |                                           |                       |
| 2000                    | Tathiana Garbin Katalin Marosi-Aracama | Angelika Bachmann Tina Križan             | 7–6(7–5), 6–3         |
| 1999                    | Åsa Carlsson Laurence Courtois         | Laura Golarsa Irina Selyutina             | 6–3, 6–7(5–7), 6–0    |
| ↑ Torneos de $75,000 ↑  |                                        |                                           |                       |
| 1998                    | Wynne Prakusya Benjamas Sangaram       | Petra Gáspár Ludmila Varmužová            | 7–6(7–1), 1–6, 6–3    |
| ↑ Torneos de $15,000    |                                        |                                           |                       |